# Glyphis fowlerae
Glyphis fowlerae is een vissensoort uit de familie van de requiemhaaien (Carcharhinidae). De wetenschappelijke naam van de soort is voor het eerst geldig gepubliceerd in 2010 door Compagno, White & Cavanagh.